# Tecticornia arbuscula
Tecticornia arbuscula är en amarantväxtart som först beskrevs av Robert Brown, och fick sitt nu gällande namn av K. A. Sheph. och Paul G. Wilson. Tecticornia arbuscula ingår i släktet Tecticornia och familjen amarantväxter. Inga underarter finns listade i Catalogue of Life.